# Giuseppe Tomassini
Giuseppe Tomassini (Roma, 23 settembre 1938) è un matematico italiano, professore emerito alla Scuola Normale Superiore di Pisa.

## Biografia
Ha conseguito la laurea in matematica nel 1962, presso l'Università degli Studi di Roma "La Sapienza". Il suo campo di studi riguarda la teoria geometrica e analitica delle funzioni olomorfe di più variabili complesse, nel cui ambito ha affrontato temi quali le proprietà di estensione, la teoria delle modificazioni analitiche, i teoremi sugli spazi complessi, il problema dei bordi della varietà Levi.
È stato professore di geometria all'Università di Pisa (1969-1970), Ferrara (1971), Firenze (1973-81) e alla Scuola Normale Superiore.
Nel 2001 ha ricevuto il premio Antonio Feltrinelli dell'Accademia dei Lincei per la matematica, la meccanica e le applicazioni.